# 兵庫県自動車運転免許試験場

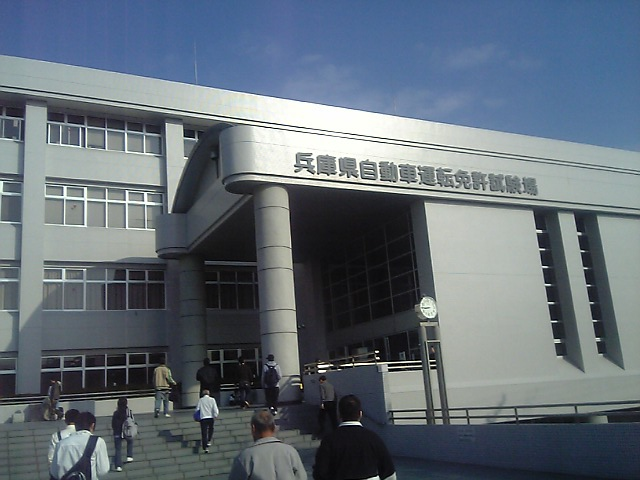
兵庫県自動車運転免許試験場

兵庫県自動車運転免許試験場（ひょうごけんじどうしゃうんてんめんきょしけんじょう）は、兵庫県公安委員会（兵庫県警察本部交通部）が管理する運転免許試験場。地元では明石市にあることから「明石」と通称される。

## 所在地
- 兵庫県明石市荷山町1649-2

## 交通機関
- JR明石駅と山陽明石駅の駅前バスターミナル・7番のりばに発着する神姫バスの55・56・57・66・83系統に乗車、「免許試験場」停留所下車すぐ。約15分。
- 山陽大蔵谷駅から徒歩約5分のところにある「黒橋」停留所からも、神姫バスの上記系統が利用可能。
平日の朝は本数が非常に多いが、この時間帯は半数以上が55系統神戸学院大学行きのため大学生で大変混雑する。55系統は大学の休校日に運休する便もある。

## 関連施設
隣接して明石更新センターがあり、免許の更新業務は更新センターで行われている。神姫バスの停留所より南側にある建物で、試験場とは別棟である。免許更新者専用の駐車場も設けられているが、収容可能な台数は少ない。
なお、神姫バスの北行きの停留所前の柵には、混同防止のための案内看板が掲げられている。